# Kostel svatého Vavřince (Krásné Údolí)
Kostel svatého Vavřince orientovaný římskokatolický filiální kostel, původně farní kostel v Krásném Údolí v okrese Karlovy Vary. Nachází se při jižním okraji obce. Od roku 1964 je kostel chráněn jako kulturní památka.

## Historie
Kostel vznikl nejspíš ve druhé polovině 15. století přestavbou staré kaple, nebo jako nový kostel na místě původní gotické kaple.
Některé zdroje kladou výstavbu do roku 1464. Možným pozůstatkem původní kaple je sakristie dnešního kostela. V roce 1498 byla místní fara plebánií a po reformaci přešla pod správu premonstrátů z Teplé. Nynější podoba je částečně výsledkem přestavby z roku 1532. V roce 1575 byl do kostela umístěn malý zvon, další zvon v roce 1578. Od roku 1697 byl filiálním kostelem pod farou v Útvině. Podobu kostela výrazně ovlivnila barokní přestavba z let okolo roku 1774. V rámci přestavby byla postavena kaple Olivetské hory. Následně byl zrušen starý hřbitov a založen nový hřbitov. Roku 1774 byla v Krásném Údolí zřízena lokálie, povýšená v roce 1856 na samostatnou farnost. Po druhé světové válce a vysídlení německého obyvatelstva kostel chátral. Zchátralý kostel byl částečně rekonstruován v roce 1970. Opravena byla střešní krytina, báň dostala nové oplechování, vnější stěny nové omítky. V průběhu 90. let 20. století byl kostel několikrát vykraden. Z interiéru zmizely některé plastiky. K zásadní rozsáhlé rekonstrukci přistoupila římskokatolická církev v 21. století za finanční podpory Karlovarského kraje a příspěvku z rozpočtu Státního zemědělského intervenčního fondu. Restaurovány byly fasády kostela, nové oplechování získala cibulová báň. Střecha dostala novou šindelovou krytinu.

## Stavební podoba
Kostel je jednolodní stavba na obdélném půdorysu. Střecha kostela je valbová se šindelovou krytinou. Nad hřeben střechy se vypíná osmiboká zvonice s cibulovou bání se sloupkovou polygonální lucernou, završenou makovicí s dvouramenným křížem. Úzký obdélný, trojboce ukončený presbytář stojí při východní stěně lodi. Je krytý valbovou střechou. K němu je bočně připojena obdélná sakristie. Hlavní vstup je na severní stěně, za ním se nachází předsíň. V interiéru dnešní předsíně je gotický portál. Předsíň byla původně průchozí a vedla do kaple Olivetské hory. Ze severního průčelí vede vnější dřevěné schodiště na kruchtu. Vnější stěny jsou hladké, okna v nich půlkruhově zakončená. Prostor presbytáře prosvětlují úzká, pozdně gotická okna. Loď kostela i presbytář jsou plochostropé se dřevěným kazetovým stropem. Nad triumfálním obloukem je freska s rodovým znakem bádenských markrabat. Sakristie je sklenuta valenou klenbou. Vnitřní stěny lodi, presbytáře a sakristie člení malované pilastry. Ve středu pozdně barokního hlavního oltáře je zavěšen obraz svatého Vavřince. Na oltáři stojí sochy svaté Kateřiny a svaté Barbory, okolo oltáře sošky andělů a mužských postav v orientálních krojích. Vlevo od triumfálního oblouku stojí postranní oltář Panny Marie se sochami andělů. V nice ve středu oltáře je pozdně gotická socha Madony. Vpravo od triumfálního oblouku se nachází barokní oltář sv. Barbory se sochami andělů. Ve středu oltáře je zavěšen oltářní obraz s výjevem Utrpení svaté Barbory, v oltářním nástavci obraz svatého Jana Křtitele. V bývalé kapli Olivetské hory, později přestavěné na předsíň kostela, stávaly vyřezávané barokní plastiky. Ústřední sochou byl klečící Ježíš Kristus. Po zrušení kaple byly plastiky přemístěny do interiéru kostela a později do kaple bečovského zámku.